# 28666 Trudygessler
28666 Trudygessler è un asteroide della fascia principale. Scoperto nel 2000, presenta un'orbita caratterizzata da un semiasse maggiore pari a 2,3416237 UA e da un'eccentricità di 0,1583642, inclinata di 2,70748° rispetto all'eclittica.